# Gyrinus pullatus
Gyrinus pullatus là một loài bọ cánh cứng trong họ van Gyrinidae. Loài này được Zaitzev miêu tả khoa học năm 1908.